# Avril Lavigne
Avril Ramona Lavigne je kanadska rock glasbenica, pevka, tekstopiska in filmska ter televizijska igralka, rojena 27. september 1984 v Bellevile, Ontario, Kanada.
Kljub temu, da se je rodila v Bellevilleu, je Avril Lavigne večino otroštva preživela v Napaneeju, Ontario. Pri petnajstih je že nastopila ob Shanii Twain, pri šestnajstih pa je podpisala pogodbo z založbo Arista Records, vredno več kot 2 milijona dolarjev. Leta 2002 je pri sedemnajstih letih izdala svoj debitantski glasbeni album, Let Go.
Z albumom Let Go je Avril Lavigne postala najmlajša ženska samostojna glasbenica, ki je zasedla prvo mesto na britanski glasbeni lestvici, album pa je prejel platinasto certifikacijo s strani organizacije Recording Industry Association of America (RIAA). Do leta 2009 je album prodal 18 milijonov izvodov. Njen prvi singl, »Complicated« je, tako kot album Let Go, zasedel prvo mesto na lestvicah v mnogih državah. Njen drugi album, Under My Skin, je izšel leta 2004, kasneje pa je postal njen prvi album, ki je zasedel prvo mesto na lestvici Billboard 200, do zdaj pa je po svetu prodal več kot 10 milijonov izvodov. Album The Best Damn Thing, tretji glasbeni album Avril Lavigne, je izšel leta 2007 in postal njen tretji album, ki je zasedel prvo mesto na britanski lestvici, preko njega pa je izšel singl »Girlfriend«, ki je zasedel prvo mesto na lestvici Billboard Hot 100. Avril Lavigne je izdala pet svetovnih uspešnic, »Complicated«, »Sk8er Boi«, »I'm with You«, »My Happy Ending« in »Girlfriend«. Po svetu so prodali več kot 30 milijonov izvodov njenih albumov, zaradi česar Avril Lavigne velja za eno izmed najbolje prodajanih ameriških glasbenikov, večina njenih albumov pa je prejela vsaj eno certifikacijo organizacije RIAA. Njen četrti glasbeni album, Goodbye Lullaby, je izšel marca 2011. Album Goodbye Lullaby je postal njen četrti glasbeni album, ki je zasedel eno izmed prvih desetih mest na britanski lestvici in lestvici Billboard 200 ter njen tretji glasbeni album, ki je zasedel prvo mesto tako na japonski kot na avstralski lestvici. Tri mesece po izidu albuma Goodbye Lullaby je Avril Lavigne pričela delati na svojem petem glasbenem albumu, ki bo po njenem odcepu od založbe RCA Records izšel preko založbe Epic Records.
Avril Lavigne je poleg glasbene zgradila tudi modno in filmsko kariero in izdala več dišav. Leta 2006 je zaigrala v animiranem filmu Za živo mejo. Istega leta je zaigrala v filmu Fast Food Nation. Leta 2008 je izdala svojo prvo modno linijo, Abbey Dawn, leta 2009 pa je izdala svoj prvi parfum, Black Star, ki mu je leta 2010 sledil drugi, Forbidden Rose, leta 2011 pa še tretji parfum, Wild Rose. Julija 2006 se je poročila s pevcem in kitaristom glasbene skupine Sum 41, Deryckom Whibleyjem, s katerim sta hodila že dve leti. Njun zakon je trajal malo več kot tri leta in oktobra 2009 je Avril Lavigne vložila zahtevo za ločitev. Kljub ločitvi sta poslovno sodelovala še naprej, in Deryck Whibley je produciral njen četrti glasbeni album ter njen singl »Alice«, napisan za film Tima Burtona, Alica v Čudežni deželi (2010).

## Zgodnje življenje
Avril Ramona Lavigne se je rodila v Bellevilleu, Ontario, Kanada. Njen oče, Jean-Claude Lavigne, Francoz, jo je poimenoval »Avril« po francoski besedi za mesec »april«. Pri dveh letih je skupaj s svojo mamo, Judith-Roseanne »Judy« (rojena Loshaw), začela peti v cerkvi. Potem, ko jo je slišala peti pesem »Jesus Loves Me«, je njena mama prepoznala talent svoje dveletne hčerke. Ima starejšega brata, Matthewa, in mlajšo sestro, Michelle, oba pa sta jo zaradi petja v otroštvu dražila. O tem je Avril Lavigne kasneje povedala: »Moj brat je včasih skoraj podrl steno, ker sem se uspavala s petjem, on pa je mislil, da je nadležno.«
Ko je bila Avril Lavigne stara pet let, se je njena družina preselila v Napanee, Ontario, mestece s približno 5.000 prebivalci. Čeprav je imela težave s koncentracijo v šoli, včasih so jo celo pregnali iz razreda zaradi motečega vedenja, so jo starši podpirali pri petju. Njen oče ji je kupil mikrofon, bobne, sintetizator in več kitar, vse skupaj pa so postavili v studio v njihovi garaži. Pri štirinajstih so jo starši prvič peljali na učne ure petja. Nastopala je na raznih mestnih prireditvah s country glasbo, kjer je pela pesmi Gartha Brooksa, glasbene skupine The Dixie Chicks in Shanie Twain. Pričela je s pisanjem lastnih pesmi. Njena prva pesem, »Can't Stop Thinking About You«, je govorila o najstniški zaljubljenosti, fanta, o katerem je pesem govorila, pa je opisala kot »kar osladno luštkanega.«
Leta 1999 je Avril Lavigne zmagala na radijskem tekmovanju in za nagrado je smela nastopiti na odru ob kanadski pevki Shanii Twain v centru Corel (sedaj arena Scotiabank Place) v Ottawi pred 20.000 ljudmi. Skupaj sta zapeli pesem »What Made You Say That« in po nastopu ji je Shania Twain povedala, da bo nekega dne »zelo slavna pevka.« Med nastopom v gledališču Lennox jo je opazil lokalni pevec folka, Stephen Medd. Dovolil ji je, da je zapela spremljevalne vokale za njegovo pesem »Touch the Sky« z albuma Quinte Spirit (1999). Nato je zapela še spremljevalne vokale za njegovi pesmi »Temple of Life« in »Two Rivers« z njegovega naslednjega albuma, My Window to You, ki je izšel leta 2000. Decembra 1999 jo je med prepevanjem country pesmi pred knjigarno Chapters v Kingstonu, Ontario, odkril njen prvi menedžer, Cliff Fabri. Njene demo posnetke je poslal mnogim založbam in kmalu je Avril Lavigne pričela hoditi na sestanke z najrazličnejšimi producenti. Mark Jowett, solastnik kanadske založbe Nettwerk, je bil eden izmed tistih, ki je prejel karaoke posnetek Avril Lavigne, posnet v garaži njenih staršev. Mark Jowett ji je uredil srečanje s Petrom Zizzom poleti leta 2000 v New Yorku, kjer je napisala pesem »Why?«. Avril Lavigne je na njenem potovanju do New Yorka opazil predstavnik založbe Arista Records.

»Že vse življenje vem, da je to tisto, kar moram početi v življenju. … Predstavljala sem si, kako bi bilo, če bi zaslovela s svojo glasbo. In vedno sem sanjala, samo sanjala.«

Avril Lavigne o svojih sanjah v otroštvu v intervjuju z NBC News
V poznih najstniških letih je Avril Lavigne že ugotovila, da se popolnoma ujema s »skejterskim« klišejem, prisotnim na srednji šoli njenega domačega mesta, zato je to podobo prenesla tudi v svoj prvi glasbeni album, a čeprav je v rolkanju uživala, se je v šoli počutila negotovo. Takoj po tem, ko je podpisala pogodbo z založbo Arista Records, je zapustila srednjo šolo in se nameravala osredotočiti na svojo glasbeno kariero, ne da bi o tem prej sploh obvestila starše. »[Pogodbe z glasbeno založbo] za nič na svetu ne bi zavrnila,« je o situaciji povedala nekaj let kasneje. »O tem sem sanjala že vse življenje. Moji starši so vedeli, kako zelo sem si tega želela in koliko truda sem v to vložila.« Potem, ko je podpisala pogodbo s svojo prvo glasbeno založbo, se je Avril Lavigne preselila na Manhattan, New York.

## Glasbena kariera

### 2000–2003:Let Go
Novembra 2000 je Ken Krongard, predstavnik založbe Arista Records, Antonia »L.A.« Reida, takratnega predsednika založbe Arista Records, povabil v studio Petra Zizza v Manhattanu, da bi slišal petje Avril Lavigne. Njena petnajstminutna avdicija je nanj naredila »velik vtis,« zato je z njo takoj podpisal 1,25 milijonov $ vredno pogodbo z založbo Arista Records in dodatnimi 900.000 $, ki so jih izplačali vnaprej.
Antonio »L.A.« Reid je svojemu namestniku, Joshui Sarubinu naročil, naj nadzoruje in svetuje Avril Lavigne ob snemanju njenega debitantskega albuma. Več mesecev sta preživela v New Yorku, kjer sta skupaj delala z različnimi tekstopisci, da bi zanjo razvila izviren zvok. Joshua Sarubin je za revijo HitQuarters povedal, da sta zelo težko našla zvok, ki bi ji ustrezal, in da čeprav je v zgodnjem delu projekta, ko sta sodelovala z Sabelle Breer, Curtom Frasco in Petrom Zizzom, nastalo precej dobrih pesmi, se nobena od njih ni ujemala z njenim slogom in glasom. Šele, ko je maja 2001 odpotovala v Los Angeles, je Avril Lavigne ustvarila prvi dve pesmi za nov album, in sicer s skupino The Matrix. Ena izmed teh pesmi je bila pesem »Complicated«, z obema pesmima pa je bila zadovoljna tudi založba. Avril Lavigne je nato nadaljevala s sodelovanjem s skupino The Matrix, kmalu pa je pričela sodelovati tudi s pevcem in tekstopiscem Cliffom Magnessom. Snemanje se je končalo januarja 2002.
Avril Lavigne je svoj debitantski glasbeni album, Let Go, v Združenih državah Amerike izdala 4. junija 2002 in takoj zasedel drugo mesto na glasbeni lestvici Billboard 200. Album je zasedel tudi prvo mesto na avstralski, kanadski in britanski lestvici, s čimer je sedemnajstletna Avril Lavigne postala do tedaj najmlajša glasbenica, ki je zasedla prvo mesto na britanski glasbeni lestvici. Do konca leta 2002 je album prejel štirikratno platinasto certifikacijo s strani organizacije RIAA, s čimer je postala najbolje prodajana glasbenica leta, album Let Go pa najbolje prodajani album leta. Do maja 2003 je album Let Go tudi v Kanadi prodal več kot 1.000.000 izvodov, s čimer si je prislužil diamantno certifikacijo s strani organizacije Canadian Recording Industry Association Do leta 2009 je album po svetu prodal več kot 16 milijonov izvodov in z več kot 6 milijoni prodanimi izvodi samo v Združenih državah Amerike je album prejel platinasto certifikacijo s strani organizacije RIAA
Debitantski singl Avril Lavigne in glavni singl z albuma Let Go, pesem »Complicated«, je zasedel prvo mesto na avstralski in drugo mesto na ameriški glasbeni lestvici. Pesem »Complicated« je postala ena izmed najbolje prodajanih singlov v Kanadi leta 2002, hkrati pa je bil vključen tudi v ameriško najstniško televizijsko serijo, Dawson's Creek. Pesem »Complicated« je kasneje zasedla triinosemdeseto mesto na seznamu »100 vročih singlov desetletja.«

»Ne razburim se, saj sem se že od nekdaj počutila pripravljeno za to. To sem si želela vse življenje, o tem sem sanjala in vedela sem, da se bo to zgodilo. Pojem že odkar sem bila zelo mlada in to sem si tako zelo želela in dopovedovala sem si, da se bo to tudi zgodilo.«

Avril Lavigne o svojem nenadnem uspehu v intervjuju z MTV-jem
Naslednja singla, pesmi »Sk8er Boi« in »I'm With You«, sta zasedla eno izmed prvih desetih mest na lestvici Billboard Hot 100. Zahvaljujoč uspehu njenih prvih treh singlov je Avril Lavigne postala druga glasbenica, katere trije singli z debitantskega albuma so zasedli vrh lestvice Billboard Mainstream Top 40. Videospot za pesem »Complicated« ji je leta 2002 prislužil nagrado za »najboljšo novo ustvarjalko« na podelitvi nagrad MTV Video Music Awards Leta 2003 je bila nominirana za šest nagrad Juno Awards, od katerih je prejela štiri, prejela pa je tudi nagrado World Music Award v kategoriji za »najbolje prodajano kanadsko pevko na svetu«. Istega leta je bila nominirana za osem grammyjev, med drugim tudi v kategorijah za »najboljšo novo ustvarjalko« in »pesem leta« za pesem »Complicated«.
Leta 2002 se je Avril Lavigne pojavila v videospotu za pesem »Hundred Million« pop punk glasbene skupine Treble Charger. Marca 2003 je Avril Lavigne pozirala za naslovnico revije Rolling Stone, kasneje, maja tistega leta, pa je izvedla pesem »Fuel« med MTV-jevo posebno oddajo, posvečeno Metallici. Med svojo prvo samostojno turnejo, Try To Shut Me Up Tour, je Avril Lavigne zapela lastno verzijo pesmi »Basket Case« glasbene skupine Green Day.
Avril Lavigne je bila leta 2003 vključena v videoigro The Sims: Superstar.

### 2004–2005:Under My Skin
Avril Lavigne je z Matthewom Gerardom napisala pesem »Breakaway«, ki jo je kasneje zapela Kelly Clarkson za soundtrack filma Princeskin dnevnik 2: Kraljevska zaroka (2004). Pesem »Breakaway« je kasneje izšla kot glavni singl pevkinega drugega albuma. Avril Lavigne je zapela pesem »Iris« glasbene skupine Goo Goo Dolls, ki jo je v areni Fashion Rocks izvedla skupaj z glavnim pevcem glasbene skupine, Johnom Rzeznikom. Oktobra 2004 je pozirala za naslovnico revije Maxim. Posnela je tudi tematsko pesem za film The SpongeBob SquarePants Movie. »Pesem sem naredila malce bolj temačno,« je kasneje povedala. »Vključila sem več kitar in tempo je postal malce hitrejši, zapela pa sem malce bolj čutno.« Pri pisanju pesmi ji je pomagal producent Butch Walker.
Drugi glasbeni album Avril Lavigne, Under My Skin, je izšel 25. maja 2004. Album je debitiral na prvem mestu mnogih glasbenih lestvic, vključno z avstralsko, mehiško, kanadsko, japonsko, ameriško in britansko lestvico Album je do zdaj prodal več kot 10 milijonov izvodov po svetu. Avril Lavigne je pri pisanju večine pesmi sodelovala s kanadsko pevko in tekstopisko Chantal Kreviazuk. Mož Chantal Kreviazuk, glavni pevec skupine Our Lady Peace, Raine Maida, je produciral album skupaj z Butchom Walkerjem in Donom Gilmorejem. Nato je organizirala turnejo po nakupovalnih centrih, naslovljeno Live and By Surprise, v sklopu katere je organizirala enaindvajset koncertov. V sklopu turneje je skupaj s svojim kitaristom Evanom Taubenfeldom obiskala tako kanadske kot ameriške nakupovalne centre. Vsak nastop je spremljal še set akustičnih izvedb pesmi z novega albuma. Ob koncu leta 2004 je Avril Lavigne organizirala svojo prvo svetovno turnejo, naslovljeno Bonez Tour. Do konca leta 2005 je v sklopu te turneje obiskala skoraj vse kontinente, z izjemo Antarktike. Na turneji je zapela tudi lastne različice mnogih pesmi drugih izvajalcev, kot so pesem »American Idiot« glasbene skupine Green Day, pesem »All the Small Things« glasbene skupine Blink-182 in pesem »Song 2« glasbene skupine Blur.
V enem izmed intervjujev za promocijo albuma je o nastajanju albuma Under My Skin povedala:
Ta album zagotovo dokazuje, da sem tudi tekstopiska in ljudje tega ne morejo zanikati, saj vsaka pesem izvira iz osebne izkušnje in te pesmi vključujejo veliko čustev.
Glavni singl z albuma, »Don't Tell Me«, je zasedel prvo mesto na mehiški in argentinski lestvici, zasedel pa je tudi eno izmed prvih petih mest na kanadski in britanski lestvici. Poleg tega se je uvrstil med prvih deset pesmi na lestvici Billboard Hot 100 in prvo mesto na lestvici Billboard Mainstream Top 40, s čimer je postal njen tretji singl, ki je to dosegel. Tretji singl z albuma, »Nobody's Home«, je zasedel prvo mesto na argentinski in kanadski lestvici. Četrti singl z albuma, »He Wasn't«, ni izšel v Združenih državah Amerike, na britanski in avstralski lestvici pa je zasedel eno izmed prvih štiridesetih mest.
Leta 2004 je Avril Lavigne prejela dve nagradi World Music Awards, in sicer v kategorijah za »najbolje prodajano kanadsko ustvarjalca na svetu« in »najboljšo pop/rock ustvarjalca na svetu.« Naslednjega leta je bila nominirana za pet nagrad Juno Awards, prejela pa je tri, vključno s tisto v kategoriji za »ustvarjalko leta.« Na osemnajsti podelitvi nagrad Nickelodeon Kids' Choice Awards je prejela nagrado v kategoriji za »najboljšo žensko pevko,« nominacije pa je prejela tudi na vseh podelitvah nagrad MTV Awards po svetu.

### 2006–2008:The Best Damn Thing
26. februarja 2006 je Avril Lavigne predstavljala Kanado na prireditvi ob zaključku zimskih Olimpijskih iger 2006 v Vancouvru, kjer je izvedla pesem »Who Knows.«
Med tem, ko je snemala svoj tretji glasbeni album, ji je podjetje Fox Entertainment Group naročilo, naj napiše pesem za soundtrack fantazijsko-pustolovskega filma Eragon (2006). Napisala in posnela je dve pesmi, »podobni baladi,« a le ena, »Keep Holding On,« je bila tudi uporabljena v filmu. Avril Lavigne je priznala, da ji je pisanje te pesmi predstavljalo velik izziv, saj je morala poskrbeti, da se je ujemala z dogajanjem v filmu. Pri pisanju pesmi »Keep Holding On« je uporabila predvsem empatijo, kasneje pa jo je vključila tudi na tretji album, da bi pokazala, kakšen album načrtuje v prihodnje.
Tretji glasbeni album Avril Lavigne, naslovljen The Best Damn Thing, je izšel 17. aprila 2007, takoj pa so ga pričeli promovirati z manjšo turnejo po nakupovalnih centrih, na kateri so nastopali samo Avril Lavigne s svojo spremljevalno glasbeno skupino. Glavni singl z albuma, pesem z naslovom »Girlfriend«, je pristal na vrhu lestvice Billboard Hot 100. Pesem »Girlfriend« je postala njena prva pesem, ki je zasedla prvo mesto te lestvice. Singl je postal svetovna uspešnica; zasedel je tudi vrh japonske, avstralske, kanadske in italijanske glasbene lestvice ter drugo mesto na lestvicah v Veliki Britaniji in Franciji. Pesem »Girlfriend« je Avril Lavigne kasneje posnela še v španščini, francoščini, italijanščini, portugalščini, mandarinščini, nemščini in japonščini. Z 7,3 milijoni prodanimi izvodi, vključno z izvodi pesmi, posnete v osmih drugih jezikih, je organizacija International Federation of the Phonographic Industry singl »Girlfriend« označila za mednarodno najbolje prodajani singl leta 2007. Pesem »Girlfriend« je zasedla devetinštirideseto mesto na lestvici »100 najbolj vročih singlov desetletja,« ki jo je leta 2010 sestavila revija Billboard.
Drugi singl z albuma, pesem »When You're Gone,« je zasedel tretje mesto na britanski, poleg tega pa se je uvrstil med prvih pet pesmi na avstralski in italijanski, prvih deset na kanadski in skoraj med prvih dvajset pesmi na ameriški glasbeni lestvici. Decembra 2007 se je Avril Lavigne s takrat povprečnim letnim zaslužkom v višini 12 milijonov $, uvrstila na osmo mesto Forbesove lestvice »20 najbolje plačanih glasbenikov pod petindvajsetim letom.« Pesem »Hot« je izšla kot tretji singl z albuma. Pesem je postala najmanj uspešen singl Avril Lavigne v Združenih državah Amerike, kjer je na državni glasbeni lestvici zasedel petindevetdeseto mesto. Pesem »Hot« je na kanadski lestvici zasedel eno izmed prvih desetih, na avstralski pa eno izmed prvih dvajsetih mest. Album The Best Damn Thing je do danes po svetu prodal več kot 6 milijonov izvodov.
V tem času je Avril Lavigne prejela skoraj vse nagrade, za katere je bila nominirana, vključno z dvema nagradama World Music Awards, in sicer v kategorijah za »najbolje prodajanega kanadskega glasbenika na svetu« in za »najboljšo žensko pop/rock ustvarjalko na svetu.« Prejela je tudi svoji prvi dve nagradi MTV Europe Music Awards, nagrado Teen Choice Award v kategoriji za »izbiro poletnega singla« in bila nominirana za pet nagrad Juno Awards.
Sredi leta 2007 je Avril Lavigne sodelovala pri ustvarjanju dvodelnega stripa z naslovom Avril Lavigne's Make 5 Wishes. Skupaj z umetnico Camillo D’Errico in piscem Joshuo Dysartom je napisala zgodbo o sramežljivi deklici z imenom Hana, ki se po srečanju s svojo vzornico, Avril Lavigne, sooči s svojimi strahovi. Avril Lavigne je o stripu povedala: »Vem, da veliko mojih oboževalcev bere stripe in res sem vesela, da sodelujem pri ustvarjanju zgodbe, ob kateri bodo uživali.« Prvi del stripa je izšel 10. aprila 2007, teden dni pred izidom albuma The Best Damn Thing, drugi pa julija tistega leta. Organizacija Young Adult Library Services je strip kasneje nominirala za svojo nagrado v kategoriji za »največji strip za najstnike.«
Marca 2008 je Avril Lavigne album pričela promovirati s svojo tretjo turnejo, The Best Damn Tour. Istega meseca se je že drugič v svoji karieri pojavila na naslovnici revije Maxim. Sredi avgusta 2008 je malezijska islamska stranka nameravala odpovedati njen koncert v Kuali Lumpurju, saj naj bi bili njeni gibi na odru »preveč seksi.« Njen koncert 29. avgusta naj bi promoviral napačne vrednote, hkrati pa naj bi bil neprimeren tudi zato, ker so ga organizirali tik pred malezijskim dnem neodvisnoti, 31. avgusta. 21. avgusta 2008 je MTV poročal, da je malezijska vlada koncert označila za primernega, zato ga niso odpovedali.

### 2009 - danes:Goodbye Lullaby
Komaj mesec dni po koncu turneje The Best Damn Tour, novembra 2008, je Avril Lavigne v svojem studiu na domu pričela snemati pesem »Black Star,« ki jo je napisala za promocijo njene prve, istoimenske dišave. Do julija 2009 so napisali in posneli že devet pesmi za njen novi album, vključno s pesmimi »Fine,« »Everybody Hurts« in »Darlin.« Mnoge pesmi je Avril Lavigne napisala že v zgodnji mladosti. Pesem »Darlin« je, na primer, napisala pri petnajstih, ko je še vedno živela v Napaneeju, Ontario. Avril Lavigne je album opisala kot album o »življenju.« Dejala je: »Z lahkoto napišem pop fantovsko pesem, a to, da sedem in iskreno napišem nekaj o neki osebni izkušnji, je nekaj popolnoma drugega.« Pred izidom albuma so glasbeni kritiki pričakovali, da se bo z albumom Avril Lavigne vrnila k svojem starem glasbenemu stilu in morda vanj vključila več akustike. Kakorkoli že, Avril Lavigne je dejala, da bodo vse pesmi, z izjemo glavnega singla z albuma, pesmi »What the Hell,« precej drugačne od njenega zgodnjega materiala. Razlog za to spremembo je opisala z besedami: »Sedaj sem starejša in to se pozna tudi pri moji glasbi, ki ni več tako pop rock.«
Januarja 2010 je Avril Lavigne med ustvarjanjem novega albuma pričela sodelovati z Disneyjem, ki je pričel oblikovati izdelke, ki jih je navdihnil film Tima Burtona, Alica v Čudežni deželi. Producenti filma so jo namreč prosili, da napiše tematsko pesem za film. Rezultat je bila pesem »Alice,« ki so jo predvajali na koncu filma in vključili na soundtrack filma, Almost Alice.
28. februarja 2010 je Avril Lavigne s pesmima »Girlfriend« in »My Happy Ending« nastopila na koncertu ob zaključku zimskih Olimpijskih iger v Vancouvru. Kasneje je dejala, da je bila zelo počaščena, ker so ji pustili nastopiti na zimskih Olimpijskih igrah, vendar je obžalovala, da je zamudila hokejsko tekmo med Združenimi državami Amerike in Kanado. »Imeli so nas pod ključem,« je povedala. »Iz varnostnih razlogov nismo smeli zapuščati svojih prikolic.«
Septembra 2010 je Rihanna na svoj singl »Cheers (Drink To That)« vključila tretji singl z debitantskega albuma Avril Lavigne, »I'm With You.« Pesem »Cheers (Drink To That)« je izšla preko Rihanninega petega glasbenega albuma, Loud. Avgusta 2011 je bila vključena tudi v videospot za pesem »Cheers (Drink To That).« »Vse skupaj se mi zdi zelo vznemerljivo, saj je bila to vedno ena izmed mojih najljubših pesmi,« je dejala kasneje. »In zdaj, po desetih letih, se ponovno vrti na radijih in oboževalci jo spet lahko slišijo, to pa je naravnost noro.« Decembra 2010 je ameriška pevka Miranda Cosgrove izdala pesem »Dancing Crazy,« ki so jo napisali Shellback, Max Martin in Avril Lavigne. Pesem je tudi produciral Max Martin. 23. septembra 2010 se je Avril Lavigne kot gostovala mentorica ob Adamu Lambertu in Leoni Lewis pojavila v oddaji kanala Hub, Majors & Minors. O oddaji je kasneje povedala: »Zapela sem zanje in oni so nastopili zame. Enostavno navdušili so me. Z njimi sem govorila o glasbi in glasbeni industriji in bilo je zelo vznemerljivo.«
Datum izida albuma Goodbye Lullaby in glavnega singla z albuma so večkrat prestavili. O teh zamudah je Avril Lavigne dejala: »Pišem svojo glasbo in zato traja dlje časa, preden napišem dovolj materiala za cel album, saj moram zato živeti svoje življenje in dobiti navdih.« Kljub temu je dejala, da ima dovolj materiala za dva albuma. V intervjuju z revijo Maxim je razkrila, da je album Goodbye Lullaby ustvarjala dve leti, a da je za zamude kriva njena založba, saj je bil album dokončan že več kot eno leto. Album Goodbye Lullaby je nazadnje izšel 8. marca 2011, po več kot enem letu prestavljanja datumov izida.
Glavni singl z albuma, »What the Hell,« se je premierno predvajal 31. decembra 2010 na novoletnem večeru Dicka Clarka, kjer je Avril Lavigne poleg pesmi »What the Hell« izvedla še svojo prejšnjo uspešnico, pesem »Girlfriend.« Pesem je bila izredno uspešna v Aziji, saj je zasedla prvo mesto na japonski in južnokorejski lestvici. Nato je Avril Lavigne oboževalce preko Twitterja prosila, naj izberejo pesem, za katero bi želeli, da bi izšla kot drugi singl z albuma; izbirali so med pesmima »Push« in »Smile.« Oboževalci so kmalu zatem izbrali pesem »Smile.« Pesem je zasedla eno izmed prvih dvajsetih mest na lestvicah v Južni Koreji, Belgiji, na Japonskem in Slovaškem. Julija 2011 je Avril Lavigne oznanila, da bo kot tretji in po vsej verjetnosti zadnji singl z albuma izdala pesem »Wish You Were Here.« Singl, ki ga je izdala 9. septembra 2011, je zaenkrat zasedel eno izmed prvih štiridesetih mest na avstralski, belgijski, nemški, japonski, novozelandski, južnokorejski in tajski glasbeni lestvici. Poleg tega je zasedla devetindevetdeseto mesto na lestvici Billboard Hot 100.
Maja 2011 je Avril Lavigne pričela s svojo četrto turnejo, Black Star Tour, za promocijo albuma.

### Prihajajoči projekti
Tri mesece po izidu albuma Goodbye Lullaby je Avril Lavigne oznanila, da je že pričela s snemanjem svojega petega glasbenega albuma, za katerega je že napisala osem pesmi. Dejala je, da bo album glasbeno nasprotje albuma Goodbye Lullaby. Razložila je: »[Album Goodbye Lullaby] je bil bolj mehek, [a] naslednji bo spet pop in bolj zabaven. Imam že pesem, ki jo bom izdala kot singl, le še posneti jo moram!« Kasneje, julija 2011 je razkrila, da se dve pesmi z albuma imenujeta »Fine« in »Gone.« Obe pesmi so nameravali vključiti na album Goodbye Lullaby, vendar nazadnje nista izšli.
Peti album Avril Lavigne naj bi izšel že leta 2012, »veliko prej, kot si lahko predstavljate.« Kakorkoli že, tega nista potrdili ne Avril Lavigne ne njena založba. Septembra 2011 je dejala, da ima »nekaj« pesmi z albuma že posnetih, v intervjuju z radijsko postajo Virgin Radio 96 mesec dni kasneje pa je povedala, da se bo snemanje albuma pričelo januarja 2012. V zadnjih intervjujih je potrdila, da je zamenjala založbo; njen naslednji album bo izdala založba Epic Records, ki jo sedaj vodi L.A. Reid.

## Glasbeni slog in pisanje pesmi
»Vem, da me imajo moji oboževalci za vzor in zato pišem osebne pesmi; vse moje pesmi govorijo o stvareh, ki sem jih izkusila ali stvareh, ki jih imam rada ali jih sovražim. Pišem zase in upam, da bodo mojim oboževalcem moje besede všeč.«

Avril Lavigne o pisanju pesmi v intervjuju s spletno stranjo Girl.com.au
Teme glasbe Avril Lavigne večkrat govorijo o samoemancipaciji z ženskega ali najstniškega vidika. Sama pravi, da njene pesmi govorijo o tem, da je pomembno »biti, kar si, ne glede na vse in da moraš slediti svojim sanjam, pa čeprav so nore in ti ljudje govorijo, da se nikoli ne bodo uresničile.« Preko svojega debitantskega albuma, Let Go, je izdala v glavnem manj komercialne pesmi, kot je »Losing Grip,« namesto radiu prijaznih singlov, kot je »Complicated,« saj so »pesmi, ki sem jih napisala s skupino The Matrix … so bile dobre za prvi album, a sedaj ne želim več ustvarjati popa.« Drugi album, Under My Skin, je vključeval pesmi z globljimi osebnimi temami. Avril Lavigne je razložila: »Veliko sem prestala in o tem želim govoriti … Govoriti želim o fantih, zmenkih in razmerjih.« Njen naslednji album, The Best Damn Thing, pa ni vključeval osebnih pesmi. »Nekatere pesmi, ki sem jih napisala, mi sploh niso ničesar pomenile,« je dejala Avril Lavigne. »Ne govorijo o osebnih rečeh, ki jih prestajam.« Dejala je, da je album objektivno pisala zato, da bi ustvarila »zabaven« album. Četrti glasbeni album, Goodbye Lullaby, je bil veliko bolj oseben od njenih prejšnjih albumov. Avril Lavigne je album opisala kot »veliko globlji. Vse pesmi so zelo čustvene.«
Med odraščanjem je Avril Lavigne poslušala glasbenike, kot so Blink-182, Goo Goo Dolls, Matchbox Twenty in Shania Twain, nanjo pa naj bi vplivali tudi Courtney Love in Janis Joplin. Zaradi teh vplivov, mediji njen glasbeni žanr in slog pogosto opisujejo kot punk, čeprav sama to zanika. Njen kitarist in dobri prijatelj, Evan Taubenfeld, je povedal: »Veliko ljudem ta predmet predstavlja občutljiv predmet, a dejstvo je, da Avril Lavigne ni punkerka, čeprav si je ob prihodu na sceno ustvarila to podobo. Ustvarjala je pop punk glasbo in mediji so dokončali ostalo.« Avril Lavigne je o stvari povedala: »Označili so me za jezno dekle, upornico … In jaz sploh nisem takšna.«
Večina kritikov njen slog opisuje kot nekaj med teen pop in pop punkom: revije, kot so The New York Times, Rolling Stone, NME, MusicMight, IGN in Popmatters so njeno glasbo opisali kot mešanico med rockom, pop punkom in teen popom. influenced by a post-grunge sound. Obvlada kmečki punk/jezna in uporniška najstnica teen ima veliko privilegijev, (…) Avril Lavigne s slovarjem, sveže poročena dvaindvajsetletnica se obupano želi otresti pop/punk preteklosti...[http://www.popmatters.com/pm/review/avril-lavigne-the-best-damn-thing/ z neustavljivim pop-punk je njen debitantski album eden izmed njenih najboljših trenutkov (…) Album vključuje veliko močnih pop-punk zvokov (…) Tisti, ki imate gnile zobe zaradi sladkega popa, jo boste oboževali|publisher=Music.ign.com|accessdate=17. oktober 2011}} (angleško)</ref>
Čeprav je Avril Lavigne zanikala, da je jezna, je v mnogih intervjujih izrazila jezo, ker mediji ne spoštujejo njenega pisanja pesmi. »Sem tekstopiska in ne bom sprejela, da mi ljudje to želijo vzeti,« je dejala. Kljub temu so čez celo njeno kariero dvomili v njene sposobnosti pisanja pesmi. Trio tekstopiscev, The Matrix, s katerim je Avril Lavigne napisala veliko pesmi za svoj debitantski album, je trdil, da so pesmi, kot so »Complicated,« »Sk8er Boi« in »I'm with You,« pravzaprav napisali sami. Avril Lavigne je to zanikala in trdila, da je bila primarna avtorica vseh pesmi z albuma. »Sodelovala sem pri pisanju vseh pesmi,« je povedala. Leta 2007 je Chantal Kreviazuk, tekstopiska, ki je z Avril Lavigne sodelovala pri pisanju njenega drugega glasbenega albuma, je Avril Lavigne obtožila plagiatorstva in kritizirala njen način pisanja. »Avril v resnici ne sede in napiše kakšne pesmi,« je dejala. Avril Lavigne je dejala, da so te obtožbe »smešne« in da Chantal Kreviazuk želi »uničiti« njen ugled. Chantal Kreviazuk se je kasneje opravičila: »Avril je odlična tekstopiska in v čast mi je bilo sodelovati z njo.« Kmalu zatem je Tommy Dunbar, ustanovitelj glasbene skupine Rubinoos iz sedemdesetih, tožil Avril Lavigne, njeno založbo in Lukasza Dr. Lukea Gottwalda zaradi kraje delov pesmi »I Wanna Be Your Boyfriend,« ki naj bi jih uporabili pri pesmi »Girlfriend.« Dr. Luke je branil Avril Lavigne: »Z Avril sva to pesem napisala skupaj … Vključuje podobne akorde kot pesmi glasbene skupine Blink-182 in nekatere značilnosti bi lahko našli tudi v pesmi glasbene skupine Sum 41. A to je pesem Sex Pistolsov, ne Rubinoosov.« Januarja 2008 so zaključili s tožbo in sprejeli sporazum, ki pa ga javnosti niso razkrili.

## Ostala dela

### Filmska kariera
Avril Lavigne se je kmalu po začetku svoje glasbene kariere pričela zanimati tudi za igranje v filmih in na televiziji. Pravi, da se je za to odločila sama. Čeprav so ji bila leta izkušenj s snemanjem videospotov v prid, je priznala, da je največ strahu pred nastopanjem pred kamerami pregnalo to, da je veliko prepevala v javnosti. Dejala je, da je videospot za pesem »Nobody's Home« vključeval največ »igranja.« Na televiziji se je prvič pojavila leta 2002, ko je zaigrala v televizijski seriji Sabrina, najstniška čarovnica, kjer je skupaj s svojo glasbeno skupino v nekem nočnem klubu nastopila s pesmijo »Sk8er Boi.« Kasneje se pojavila v filmu Going the Distance (2004). Glavni lik iz filma nanjo naleti v zaodrju podelitve nagrad MuchMusic Video Awards po njenem nastopu s pesmijo »Losing Grip.«
V igralski posel je Avril Lavigne vstopila previdno in pričela z manjšimi vlogami. Novembra 2005 je po avdiciji odpotovala v Novo Mehiko, kjer je posnela en sam prizor filma The Flock (2007). V filmu je zaigrala Beatrice Bell, dekle osumljenca zločina, poleg nje pa sta zaigrala še Claire Danes in Richard Gere. Kasneje je povedala, da ji je pri igranju med premori več nasvetov podal Richard Gere. O svoji vlogi v filmu The Flock je Avril Lavigne dejala: »Ta film sem posnela samo zato, da bi videla, kako je in ne kar skočila v [večje igralske projekte] prehitro.« Film The Flock v ameriških kinematografih ni izšel, pa tudi drugje je izšel šele leta 2007, zato filma ne obravnavajo kot filmski prvenec Avril Lavigne. Film je po svetu zaslužil 7 milijonov $.
Prvi pomembnejši filmski projekt Avril Lavigne je bil animirani film Za živo mejo (2006), ki je temeljil na istoimenskem stripu. V filmu je glas posodila oposumki Heather iz Virginije. Med snemanjem filma ni sodelovala z drugimi igralci. Snemanje je kasneje opisala z besedami: »Vsi igralci so snemali individualno in Tim [Johnson, režiser] me je s Karey [Kirkpatrick, scenaristko] pozorno usmerjal, ko sem delala, zaradi česar je šlo vse kot po maslu; počutila sem se tako udobno. … To je bilo zanimivo delo, saj sem lahko delala sama in nihče mi ni težil.« Avril Lavigne je dejala, da je bilo delo »naravno« in »lahko,« a med igranjem naj bi kar naprej udarjala ob mikrofon. »Kar naprej sem uporabljala svoje roke in udarjala ob stojalo za mikrofon, kar je povzročalo hrup,« je dejala. »Zato sta mi Tim in Karey kar naprej dopovedovala, naj mirujem. … Težko je zaigrati tek ali padanje po stopnicah navzdol, če pa miruješ.« Avril Lavigne je verjela, da so jo za igranje Heather izbrali zaradi njenega zvezdniškega statusa: »[Režiser] je mislil, da bo Heather zaradi mene izpadla malce bolj … domišljavo.« Film se je premierno predvajal 19. maja 2006 in že v prvem tednu od izida zaslužil 38 milijonov $. Nazadnje je film po svetu zaslužil 336 milijonov $.
Decembra 2005 je Avril Lavigne podpisala pogodbo za igranje v filmu Fast Food Nation, ki je temeljil na knjigi Fast Food Nation: The Dark Side of the All-American Meal. Domišljisko upodobitev knjige je režiral Richard Linklater, zgodba pa govori o tem, kako hamburgerje okužijo iztrebki krav iz klavnic. V filmu, ki velja za njen igralski prvenec, Avril Lavigne igra srednješolko, ki je odločena, da krave osvobodi iz klavnic. Film se je premierno predvajal 17. novembra 2006 in v kinematografih ostal enajst tednov. Po svetu je nazadnje zaslužil 2 milijona $.
Oba filma, Fast Food Nation in Za živo mejo, sta se premierno predvajala na filmskem festivalu v Cannesu, ki ga je obiskala tudi Avril Lavigne. Kasneje je dejala, da je bila počaščena, ker se je lahko udeležila filmskega festivala, in zelo ponosna na svoje delo. Ko so jo vprašali, če se bo osredotočila tudi na svojo filmsko kariero, je dejala, da si bo vzela nekaj premora in počakala na »prave vloge v pravih filmih.« Zavedala se je, kakšne so vloge, ki jih je izbirala. »Želela sem pričeti z manjšimi vlogami in se naučiti nekaj o poslu, ne pa da bi se kar vrgla v velik projekt.« Avgusta 2006 je revija Canadian Business Avril Lavigne dodelila sedmo mesto na svojem seznamu najuspešnejših kanadskih igralcev v Hollywoodu. Seznam so sestavili glede na plačo igralcev, povpraševanje po njih na internetu, omenjenosti na televiziji in pozornosti medijev.

### Podjetništvo
Leta 2008 je Avril Lavigne oblikovala lastno linijo oblačil, imenovano Abbey Dawn, ki je vključevala kolekcijo oblačil ob vrnitvi v šolo. Linijo je sponzoriralo podjetje Kohl's, ki je linijo v Združenih državah Amerike tudi promoviralo. Linijo, ki jo je oblikovala sama, je Avril Lavigne poimenovala po vzdevku, ki so ji ga nadeli kot otroku. Organizacija Kohl's linijo oblačil Abbey Dawn opisuje kot »brand z oblačili za mlade,« vključuje pa zebraste vzorce z motivi zvezd in lobanj v vijoličnih, »temno rožnatih in črnih« barvah. Avril Lavigne, ki je še pred uradnim izidom oblačila in nakit nosila na mnogih koncertih, je dejala, da ji izraba njenega imena za promocijo linije ni bila najbolj všeč. »Pravzaprav sem tudi modna oblikovalka. Zelo pomembno se mi zdi, da je vse dobro narejeno in se prilega kupcem, zato vse poskušam izboljšati.« Linija oblačil naj bi bila podobna njenemu pisanju besedil in glasbenemu stilu, saj je »po izidu prvega albuma ugotovila, kako zelo me zanima tudi moda.«
Linija oblačil Abbey Dawn je bila vključena tudi v internetno igro Stardoll, kjer lahko figure uporabniki oblečejo kot Avril Lavigne. 14. septembra 2009 je Avril Lavigne svojo takrat najnovejšo linijo oblačil predstavila na newyorškem tednu mode. Avril Lavigne je newyorški teden mode ponovno obiskala leta 2011 skupaj s polsestro svojega fanta, Brodyja Jennerja, Kylie Jenner, ki se je na modni pisti prvič pojavila oblečena v oblačila iz kolekcije Abbey Dawn. Decembra 2010 so linijo oblačil preko uradne spletne strani modne linije izdali še v petdesetih drugih državah. »Zabavno je biti dekle in oblikovati oblačila, ki bi jih želela nositi tudi sama,« je dejala. »Oblikujem reči, ki jih ne najdem v drugih trgovinah.« Ob koncu leta 2008 je Avril Lavigne podpisala pogodbo s kanadskim podjetjem Canon za promocijo linije oblačil s kampanjo, televizijskimi oglasi in podobnim.

»Obožujem obleke, barve in vzorce. Sem zelo vizualna in praktična.«

Avril Lavigne o oblikovanju linije oblačil v intervjuju z revijo Billboard
Avril Lavigne je svojo prvo dišavo, Black Star, oblikovala v sodelovanju s podjetjem Procter & Gamble Prestige Products. Oblikovanje dišave je Avril Lavigne oznanila 7. marca 2009 preko svoje uradne spletne strani. Dišava Black Star, ki vključuje hibiskus, slivo in temno čokolado, je v Evropi izšla poleti leta 2009, v Združenih državah Amerike in Kanadi pa nekoliko kasneje. Ko so jo vprašali, kaj ime pomeni, je Avril Lavigne odvrnila: »Želela sem, da bi bila [steklenička] v obliki zvezde, moji barvi pa sta rožnata in črna in izraz 'Black Star' pomeni, da si nekaj drugačnega, da izstopaš iz gneče, da segaš po zvezdah; sporočilo dišave je, da moraš slediti svojim sanjam, da je v redu, če si edinstven in da moraš biti, kdor si.« Dišava Black Star je leta 2010 dobila naziv »najboljše ženske dišave« organizacije Cosmetic Executive Women (CEW). Po dišavi Black Star je Avril Lavigne julija 2010 izdala svojo drugo dišavo, Forbidden Rose, ki so jo oblikovali v dveh letih. Vključuje rdeče jabolko, breskev, poper, lotus, heliotrop in vanilijo. Tudi sporočilo te dišave naj bi bilo »sledenje svojim sanjam,« slogan pa je bil »Si drzneš odkriti?« V reklami za dišavo se Avril Lavigne pojavi na gotskem vrtu, kjer najde vijolično vrtnico. Svojo tretjo dišavo, Wild Rose, je Avril Lavigne izdala avgusta 2011, reklamo pa je posnela že pozno leta 2010. Slogan te dišave je: »Si drzneš odkriti več?« Dišava vključuje mandarino, slivo, grenivko, orhidejo, muškatni orešček in zažgano kremo.
Januarja 2010 je Avril Lavigne pričela sodelovati z Disneyjem pri izdelovanju izdelkov za promocijo filma Alica v Čudežni deželi, kamor so vključili tudi oblačila iz linije Abbey Dawn. Njena oblačila so razstavili tudi pri Modnem inštitutu oblikovanja in trženja v Kaliforniji, kjer so jih pustili od maja do septembra 2010 ob kostumih iz filma Alica v Čudežni deželi, ki jih je oblikovala Colleen Atwood.

### Dobrodelnost
Avril Lavigne je sodelovala z najrazličnejšimi dobrodelnimi ustanovami, kot so Make Some Noise, Amnesty International, Erase MS, AmericanCPR.org, Camp Will-a-Way, Music Clearing Minefields, U.S. Campaign for Burma, Make-a-Wish Foundation in War Child. Pojavila se je tudi v oglasih kampanje YouthAIDS organizacije ALDO, katere namen je bil izobraziti mlade ljudi o HIV-u in AIDS-u. Poleg tega je 28. februarja 2007 v cenrtu Bell v Montrealu, Quebec, Kanada, nastopila na dobrodelnem koncertu organizacije ALDO in Unicefa, Unite Against AIDS. Novembra 2010 je Avril Lavigne nastopila na prireditvi Clinton Global Initiative.
Avril Lavigne je med svojo turnejo iz leta 2005 sodelovala tudi z neprofitno organizacijo za varovanje okolja, Reverb. Za kompilacijo Peace Songs organizacije War Child je posnela lastno različico pesmi »Knockin' on Heaven's Door,« za kompilacijo Instant Karma: The Amnesty International Campaign to Save Darfur pa različico pesmi »Imagine« Johna Lennona. 12. junija 2007 je kompilacijo izdala organizacija Amnesty International, ves dobiček od zaslužka pa so namenili pomoči krizi v Darfurju.
5. decembra 2009 je Avril Lavigne odpotovala v Mexico City, kjer je nastopila na največji dobrodelni prireditvi Latinske Amerike, »Teleton.« Tam je izvedla akustično različico svojih uspešnic »Complicated« in »Girlfriend,« poleg nje pa sta nastopila še člana njene skupine, Evan Taubenfeld in Jim McGorman. Leta 2010 je Avril Lavigne skupaj z mnogimi drugimi mladimi ustvarjalci izvedla lastno različico K'naanove pesmi »Wavin' Flag« za pomoč žrtvam potresa na Haitiju januarja 2011.
14. septembra 2010 je Avril Lavigne ustanovila svojo dobrodelno organizacijo, imenovano The Avril Lavigne Foundation. Že naslednjega dne so ustvarili uradno spletno stran organizacije. Organizacija pomaga mladim ljudem z raznimi boleznimi in težavami, hkrati pa sodeluje tudi z najrazličnejšimi drugimi dobrodelnimi organizacijami, Easter Seals, Make-A-Wish in Erase MS (z zadnjima dvema je Avril Lavigne sodelovala tudi sama). Avril Lavigne pravi, da jo je k temu, da je ustanovila lastno dobrodelno organizacijo, navdihnilo njeno sodelovanje z organizacijo Make-A-Wish: »Resnično sem si želela storiti več.« Na uradni spletni strani svoje dobrodelne organizacije je napisala: »Vedno sem iskala načine, s katerimi bi lahko nekomu pomagala, kajti menim, da smo za vse odgovorni vsi.« Trevor Neilson, lastnik dobrodelne organizacije Global Philanthropy Group, pri kateri je zaposlenih dvanajst ljudi, je Avril Lavigne skupaj z drugimi zvezdniki, kot je John Legend, pohvalil za njeno dobrodelno delo, predvsem za ustanovitev samostojne dobrodelne organizacije.

## Zasebno življenje

### Javna podoba
»Moram se boriti, da moja podoba ostane jaz. … Zavrnila sem že precej čudovitih snemanj, saj na njih ne bi izgledala kot jaz. Ne bom nosila neprimernih oblačil, ki bi razkrivala mojo rit, moj trebuh ali moje prsi. Vseeno pa imam čudovito telo.«

Avril Lavigne o svoji javni podobi v intervjuju z MTV-jem
Avril Lavigne z več kot 30 milijoni prodanimi izvodi albumov po svetu velja za eno izmed najbolje prodajanih glasbenikov vseh časov. V Združenih državah Amerike je Avril Lavigne prodala več kot 10 milijonov izvodov albumov, zaradi česar si je prislužila več certifikacij s strani organizacije RIAA. Leta 2009 ji je revija Billboard dodelila deseto mesto na svojem seznamu »najboljši 2000. let.« Zasedla je tudi osemindvajseto mesto seznama najbolje prodajanih ustvarjalcev v Združenih državah Amerike glede na prodajo singlov in albumov. Avril Lavigne je prepoznavna tudi po tem, da je mediji največkrat ne obravnavajo kot seks simbol. Sama pravi, da se ne želi izpostavljati na tak način. Kljub temu je leta 2011 zasedla štiriintrideseto mesto na seznamu »najprivlačnejših 100« revije Maxim in štiriinsedemdeseto mesto na seznamu »100 najprivlačnejših žensk na svetu« revije FHM.
Ko je Avril Lavigne prvič pritegnila pozornost javnosti, je bila poznana zaradi svojega deškega sloga oblačenja, predvsem po svoji kombinaciji deških majic z vrečastimi hlačami. Največkrat je nosila vrečasta oblačila, čevlje znamke converse, elastične zapestne trakove, včasih pa celo vezalke s čevljev, zavezane okoli njenih prstov. Med fotografiranjem za razne revije nikoli ni nosila »bleščečih oblačil,« saj so ji bile bolj všeč »stare, razvlečene majice.« Zaradi njene glasbe in sloga oblačenja so ji mediji nadeli vzdevek »pop punk princeska.« Oboževalci in mediji so jo večkrat označili tudi za »anti-Britney,« predvsem zaradi njene manj komercialne in »resnične« podobe, pa tudi zato, ker je Avril Lavigne opazno svojeglava. Sama je o tem dejala: »Nisem izmišljena, ne govorim tistega, kar mi rečejo, naj povem in ne obnašam se tako, kot mi naročajo. Zaradi tega mi pravijo anti-Britney, čeprav to v resnici nisem.« Do novembra 2002 pa je Avril Lavigne prenehala nositi kravate, saj naj bi se oblečena vanje počutila, kot da bi »nosila kostum.« Sama se je zavestno potrudila zato, da je v ospredju njene kariere ostala njena glasba in ne njena podoba. »Roko na srce, ne želim prodajati seksa,« je dejala. »Mislim, da je to bedno in nizkotno. Veliko več imam za povedati.«
Avril Lavigne je kasneje, ob izidu svojega drugega albuma, Under My Skin, prevzela bolj gotsko podobo, saj je deška oblačila zamenjala za črne baletne obleke, njeno podobo pa so mediji pričeli opisovati kot »nemirno.« Tudi po izidu albuma The Best Damn Thing je naredila nekaj sprememb; med drugim si je lase pobarvala na blond, en pramen pa na rožnato, pričela je nositi bolj ženstvena oblačila, vključno z »oprijetimi kavbojkami in visokimi petami« in pričela se je pojavljati na naslovnicah revij, kot je Harper's Bazaar. Svoj novi stil je Avril Lavigne branila z besedami: »Pravzaprav ničesar ne obžalujem. Saj veste, pasovi in kravate in vse to … Takrat in tam je bilo to primerno. Zdaj pa sem odrasla in prerasla ta stil glasbe.« Sedaj je bolj zdravo in trenira jogo, nogomet, hokej, surfanje in rolanje.

### Tatuji
Le nekaj tatujev Avril Lavinge je unikatnih; večino tatujev si je vtetovirala skupaj s prijatelji. Znotraj njenega levega zapestja ima vtetovirane majhne zvezde, ki so enake zvezdam na naslovnici njenega debitantskega albuma. Glasbenik in njen bližnji prijatelj Ben Moody ima vtetoviran identičen tatu. Pozno leta 2004 si je vtetovirala rožnato srce okoli črke »D,« posvečeno njenemu takratnemu fantu in kasnejšemu možu, Derycku Whibleyju. Marca 2010, že po njunem razhodu, sta si Deryck Whibley in Avril Lavigne za njegov trideseti rojstni dan vtetovirala enaka tatuja. Kmalu zatem, aprila, si je Avril Lavigne na zapestje vtetovirala še dva tatuja: številko »30« in strelo. Njen bivši fant, Brody Jenner, si je za uho vtetoviral enako strelo. Poleg tega ima na levi podlakti vtetoviran tatu »Abbey Dawn« (»Abbey Dawn« je ime njene linije oblačil). Julija 2010 si je pod desno dojko vtetovirala ime »Brody.«
Njena ljubezen do tatujev je veliko pozornosti medijev pritegnila maja 2010, ko si je skupaj z Brodyjem Jennerjem na rebra vtetovirala besedo »fuck.« Avril Lavigne se je pojavila na junijski/julijski naslovnici revije Inked, kjer je spregovorila o svojih tatujih in nekatere celo pokazala. Čeprav je tudi verbalno potrdila, da si je vtetovirala besedo »fuck« in celo dejala, da je to njena »najljubša beseda,« tatuja ni želela pokazati na fotografijah. V članku je dodala, da si »nekoč želi vtetovirati veliko srce z mojim imenom. … A počakala bom še nekaj let, da vidim če si tega resnično želim. Počakala bom, da v moje življenje spet pride nekdo poseben.« Poleg tega je v intervjuju z revijo Inked povedala, da pred tetoviranjem ne premišljuje veliko: »Zame se vse odločitve zgodijo v trenutku. Tako je tudi z vsemi mojimi tatuji, zanje se odločim v sekundi in še v isti sekundi jih dobim.«

### Zakon z Deryckom Whibleyjem
Avril Lavigne je z Deryckom Whibleyjem, glavnim pevcem in kitaristom skupine Sum 41, pričela hoditi, ko je imela devetnajst let, leta 2003, spoznala pa sta se že dve leti prej, leta 2001, ko je bila stara sedemnajst let. Samo nekaj tednov preden sta se spoznala je Avril Lavigne v nekem intervjuju omenila, da trenutno ne hodi z nikomer, saj njeni telesni stražarji prestrašijo fante. Junija 2005 je Deryck Whibley Avril Lavigne presenetil s potovanjem v Benetke, kjer sta se med drugim tudi peljala z gondolo in organizirala romantičen piknik, 27. junija pa jo je zasnubil.
Na začetku si je želela »rock n' rollerske, gotske poroke,« a priznala je, da je imela pomisleke o nasprotovanju tradiciji. »O svojem poročnem dnevu sem sanjala že vse odkar sem bila majhna deklica. Morala sem nositi belo obleko. … Ljudje so mislili, da bom [nosila] črno poročno obleko, in najbrž bi jo. A hkrati sem se spraševala, kaj si bom mislila, ko bom te fotografije gledala čez dvajset let, saj bi si morda takrat želela biti v stilu. Nisem si želela, da bi si takrat mislila: 'O, zakaj sem imela takšno frizuro?'«
Poroka se je odvila 15. junija 2006 pred okoli 110 gosti na zasebni posesti v Montecitu, Kalifornija. Avril Lavigne je, oblečena v poročno obleko, ki jo je oblikovala Vera Wang, s svojim očetom Jean-Claudeom Lavigneom do oltarja odkorakala ob spremljavi Mendelssohnove »Poročne koračnice.« Za glavni barvi poroke je izbrala rdečo in belo; tudi šopek so sestavljale rdeče vrtnice. Eno uro pred sprejemom so gostom postregli s koktajli, po poroki pa so organizirali tudi večerjo. Med prvim plesom Avril Lavigne in Derycka Whibleyja so vrteli pesem »Iris« glasbene skupine Goo Goo Dolls.
Sedem mesecev po poroki je Avril Lavigne dejala, da je »najboljša stvar v življenju« Derycka Whibleyja, saj naj bi zaradi nje v začetku njunega razmerja prenehal uporabljati mamila. »Ne jemlje drog. Jasno mi je, da jih včasih je, saj je o tem govoril z mano, a že na začetku najinega razmerja sem mu dala vedeti, da s takšnim človekom ne bi hodila. Še nikoli v življenju nisem poskusila kokaina in na to sem zelo ponosna. Sem stoodstotno proti drogam.« Zakon je trajal malo več kot tri leta. 17. septembra 2009 so oznanili, da sta se Avril Lavigne in Deryck Whibley razšla in da bosta kmalu podpisala tudi ločitvene papirje. 9. oktobra 2009 je Avril Lavigne vložila zahtevo za ločitev in hkrati izdala tudi izjavo o razhodu: »Hvaležna sem za najin skupni čas ter hvaležna za in blagoslovljena s prijateljstvom.« Zakon se je tudi uradno končal 16. novembra 2010.

## Spremljevalna glasbena skupina
| Trenutni člani - Al Berry - bas kitara, spremljevalni vokali (2007 - danes) - Rodney Howard - tolkala, tolkala, spremljevalni vokali (2007 - danes) - Steve Ferlazzo - elektronska kitara, spremljevalni vokali (2007 - danes) - Jim McGorman - kitara, spremljevalni vokali (2007 - danes) - Steve Fekete - glavna kitara, spremljevalni vokali (2008 - danes) | Bivši člani - Mark Spicoluk - bas kitara, spremljevalni vokali (April - september 2002) - Jesse Colburn - kitara (2002 - januar 2004) - Evan Taubenfeld - glavna kitara, spremljevalni vokali (2002 - september 2004) - Craig Wood - kitara, spremljevalni vokali (2004 - januar 2007) - Matt Brann - bobni, tolkala, spremljevalni vokali (2002 - februar 2007) - Charlie Moniz - bas kitara (2002 - februar 2007) - Devin Bronson - glavna kitara, spremljevalni vokali (2004–2008) - Sofia Toufa - spremljevalni vokali, plesalka (2007 - oktober 2008) - Lindsay Bluafarb - spremljevalni vokali, plesalka (2007 - oktober 2008) |

## Filmografija
| Leto | Naslov                        | Vloga         | Opombe                                        |
| ---- | ----------------------------- | ------------- | --------------------------------------------- |
| 2002 | Sabrina, najstniška čarovnica | Ona           | Cameo; izvaja pesem »Sk8er Boi«               |
| 2004 | Going the Distance            | Herself       | Cameo; izvaja pesem »Losing Grip«             |
| 2006 | Fast Food Nation              | Alice         | Srednješolska aktivistka                      |
| 2006 | Za živo mejo                  | Heather       | Samo glas                                     |
| 2007 | The Flock                     | Beatrice Bell | Osumljenčevo dekle                            |
| 2010 | Ameriški idol                 | Ona           | Gostovalna avdicija (avdicije v Los Angelesu) |
| 2011 | Majors & Minors               | Ona           | Gostovalna mentorica                          |

## Diskografija
- Let Go (2002)
- Under My Skin (2004)
- The Best Damn Thing (2007)
- Goodbye Lullaby (2011)
- Avril Lavigne (2013)
- Head Above Water (2019)
- Love Sux (2022)